# XXL (film, 2024)
XXL är en svensk-finländsk komedifilm som hade premiär på Göteborgs Filmfestival i januari 2024 och hade biopremiär i Sverige den 1 november 2024. Den är regisserad av Kim Ekberg och Sawandi Groskind som även skrivit filmens manus.

## Handling
Filmen kretsar kring syskonen Enzo och Magdas som i ett försök att lappa ihop sin trasiga relation ger sig av på en resa till Helsingfors. Under helgen möter de en rad udda karaktärer och hamnar i situationer och samtal om livet. 

## Rollista (i urval)
- Astrid Drettner – Magda
- Georgios Giokotos – Enzo
- Mungbaba Enkete
- Marianne Carlsson